# Chevagnes
Chevagnes és un municipi francès, situat al departament de l'Alier i a la regió d'Alvèrnia-Roine-Alps. L'any 2007 tenia 699 habitants.

## Demografia

### Població
El 2007 la població de fet de Chevagnes era de 699 persones. Hi havia 304 famílies de les quals 112 eren unipersonals (60 homes vivint sols i 52 dones vivint soles), 96 parelles sense fills, 84 parelles amb fills i 12 famílies monoparentals amb fills.
La població ha evolucionat segons el següent gràfic:
Habitants censats

### Habitatges
El 2007 hi havia 366 habitatges, 317 eren l'habitatge principal de la família, 12 eren segones residències i 37 estaven desocupats. 324 eren cases i 21 eren apartaments. Dels 317 habitatges principals, 203 estaven ocupats pels seus propietaris, 100 estaven llogats i ocupats pels llogaters i 14 estaven cedits a títol gratuït; 19 tenien una cambra, 12 en tenien dues, 25 en tenien tres, 87 en tenien quatre i 174 en tenien cinc o més. 251 habitatges disposaven pel capbaix d'una plaça de pàrquing. A 133 habitatges hi havia un automòbil i a 134 n'hi havia dos o més.

### Piràmide de població
La piràmide de població per edats i sexe el 2009 era:
| Homes | Edats   | Dones |
| ----- | ------- | ----- |
| 0     | 95 o +  | 4     |
| 4     | 90 a 94 | 8     |
| 4     | 85 a 89 | 4     |
| 0     | 80 a 84 | 8     |
| 12    | 75 a 79 | 20    |
| 24    | 70 a 74 | 12    |
| 24    | 65 a 69 | 12    |
| 12    | 60 a 64 | 20    |
| 20    | 55 a 59 | 16    |
| 32    | 50 a 54 | 28    |
| 16    | 45 a 49 | 12    |
| 40    | 40 a 44 | 48    |
| 32    | 35 a 39 | 20    |
| 16    | 30 a 34 | 20    |
| 24    | 25 a 29 | 20    |
| 12    | 20 a 24 | 12    |
| 12    | 15 a 19 | 28    |
| 16    | 10 a 14 | 20    |
| 48    | 5 a 9   | 24    |
| 12    | 0 a 4   | 16    |

## Economia
El 2007 la població en edat de treballar era de 410 persones, 303 eren actives i 107 eren inactives. De les 303 persones actives 281 estaven ocupades (161 homes i 120 dones) i 22 estaven aturades (8 homes i 14 dones). De les 107 persones inactives 51 estaven jubilades, 26 estaven estudiant i 30 estaven classificades com a «altres inactius».

### Ingressos
El 2009 a Chevagnes hi havia 318 unitats fiscals que integraven 730 persones, la mediana anual d'ingressos fiscals per persona era de 15.728,5 €.

### Activitats econòmiques
Dels 25 establiments que hi havia el 2007, 3 eren d'empreses alimentàries, 1 d'una empresa de fabricació d'altres productes industrials, 3 d'empreses de construcció, 3 d'empreses de comerç i reparació d'automòbils, 4 d'empreses de transport, 4 d'empreses d'hostatgeria i restauració, 2 d'empreses de serveis, 4 d'entitats de l'administració pública i 1 d'una empresa classificada com a «altres activitats de serveis».
Dels 8 establiments de servei als particulars que hi havia el 2009, 1 era una gendarmeria, 1 oficina de correu, 1 paleta, 2 electricistes, 1 perruqueria i 2 restaurants.
Dels 3 establiments comercials que hi havia el 2009, 1 era una botiga de menys de 120 m², 1 una fleca i 1 una carnisseria.
L'any 2000 a Chevagnes hi havia 29 explotacions agrícoles que ocupaven un total de 3.640 hectàrees.

## Equipaments sanitaris i escolars
El 2009 hi havia 1 farmàcia i 1 ambulància.
El 2009 hi havia una escola elemental.

## Poblacions més properes
El següent diagrama mostra les poblacions més properes.